# Lasieso
Lasieso  – miejscowość w Hiszpanii, w Aragonii, w prowincji Huesca, w comarce Alto Gállego, w gminie Sabiñánigo, 44 km od miasta Huesca.
Według danych INE z 1999 roku miejscowość zamieszkiwało 20 osób. Wysokość bezwzględna miejscowości jest równa 721 metrów.